# Château de Bel-Air
Pour les articles homonymes, voir Château Bel Air.
Le château de Bel-Air est un château situé au nord du bourg de la commune du Pertre, dans le département français d'Ille-et-Vilaine, région Bretagne.

## Historique
Il fait l’objet d’une inscription au titre des monuments historiques depuis le 26 février 2001.

## Description et architecture
Le château a été construit par Jacques Mellet de 1870 à 1873 puis reconstruit par Henri Mellet entre 1910 et 1920.